# Pierre Jean Van Stabel
Pierre Jean Van Stabel, parfois orthographié Vanstabel, né à Dunkerque le 8 novembre 1744 et mort dans cette même ville le 30 mars 1797, est un amiral de la Révolution française. 
Après des débuts dans la marine marchande au service de la Compagnie des Indes, Van Stabel se livre à la guerre de course à partir de Dunkerque pendant la guerre d'indépendance des États-Unis. Enseigne de vaisseau lorsque la Révolution éclate, il connaît alors une promotion rapide. Capitaine de vaisseau en 1793, il prend un convoi de navires marchands britanniques et est promu contre-amiral peu de temps après.

## Un corsaire de Dunkerque

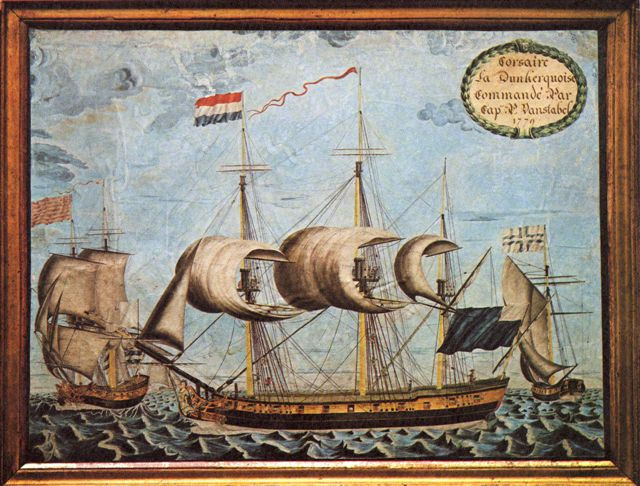
Corsaire La Dunkerquoise commandée par Cap. P. Vanstabel 1779

Il commença sa carrière maritime en naviguant au commerce en 1758 et plus particulièrement pour la Compagnie des Indes, jusqu'en 1778.
Lors de la guerre d'indépendance des États-Unis, il navigua d’abord en tant que corsaire. Commandant le Rohan Soubise, petit bâtiment corsaire dunkerquois, il s’empara d'un corsaire anglais, l'Amiral Rodney de 16 canons. Il fut blessé de deux balles dans la gorge lors du très dur combat. Ceci lui valut de recevoir son brevet de lieutenant de frégate auxiliaire et il rejoignit la marine royale. Il devint un spécialiste de l’escorte des convois, tâche à laquelle il est souvent affecté dans les années qui suivirent.

## Contre-amiral sous la Révolution
Seulement enseigne de vaisseau en 1790, la Révolution va accélérer son avancement. Capitaine de vaisseau dès la promotion de janvier 1793, commandant le Tigre de 74 canons, il réussit, dans les premiers mois de la guerre contre l'Angleterre, à s’emparer en Atlantique, par surprise, de 17 navires d’un convoi escorté par des forces anglaises considérables. Cet exploit lui apporta une promotion immédiate comme contre-amiral. 
Le Comité de salut public le chargea alors d’organiser, de conduire et d’escorter avec une division (6 vaisseaux de 74 canons, 3 frégates, 3 corvettes), un convoi des États-Unis jusqu’à Brest en 1794 pour ravitailler la France affamée. Quand il arriva à la baie de Chesapeake, lieu prévu du rassemblement, il dut constater que rien n’était prêt et c’est à prix d’or qu’il parvint à rassembler 127 bâtiments essentiellement français ou américains qu’il chargea de la commande du gouvernement : 67 000 barils de farine, 376 barils de riz, 7 163 de sucre, 11 241 de café, 1 139 balles de coton, de l’indigo, du cacao, des billes de bois, des peaux, des bottes, des cuirs, de l’ivoire, de la morue, du soufre, etc.
Il quitta la Chesapeake le 10 avril. L'Amirauté anglaise, bien informée, envoya pour l’intercepter l’essentiel de sa flotte de la Manche (une trentaine de vaisseaux de ligne) sous les ordres de l’amiral Richard Howe. Une petite escadre sous les ordres du contre-amiral Nielly fut envoyée d’urgence à la rencontre du convoi depuis Brest pendant que l’essentiel de la flotte française de l’Océan sous les ordres de Villaret de Joyeuse patrouillait entre Manche et Atlantique pour écarter les forces de Richard Howe. Les flottes française et anglaise après s’être longtemps cherchées s’affrontèrent le 10 puis le 13 prairial an II (1er juin 1794) : dans la bataille décisive surnommée par les Anglais le « Glorious First of June », 6 vaisseaux français furent pris et un coulé. La bataille permit toutefois d’écarter les forces anglaises de la route du convoi que ni les Français ni les Anglais envoyés à sa rencontre ne réussirent à trouver. 
Van Stabel atteignit la rade de Brest le 13 juin, sans avoir perdu un seul bâtiment, en ayant au contraire grossi son convoi des prises effectuées en cours de route.
Il participa ensuite sous Villaret de Joyeuse à la croisière du grand hiver (décembre 1794 -janvier 1795). Il escorta encore avec succès un important convoi vers Ostende en 1795. 
Il commandait une escadre à Dunkerque en 1796 et 1797 quand il mourut soudainement, malade et épuisé des suites de ses anciennes blessures, le 30 mars 1797.

## Postérité
Un autre ajoute[Qui ?] : « On ne peut parler qu'avec un grand respect d'un marin comme Pierre Vanstabel, marin au sens complet du terme ; pressentant, sachant déjouer les caprices de la mer, d'une tenue aristocratique bien que de naissance modeste et d'une attitude contrariée par les blessures reçues à bord du Rohan-Soubise. Ses exploits corsaires, son inflexible fierté, sa finesse, sa profonde connaissance du peuple matelot et jusqu'à sa grande habileté de manœuvrier, furent source d'admiration et de respect. »

### Sources et bibliographie
En français
- Joseph François Gabriel Hennequin, Biographie maritime : Notices historiques sur la vie et les campagnes des marins célèbres français et étrangers, vol. 2, Regnault, 1836, 469 p. (lire en ligne), p. 271-277
- Léon Guérin, Histoire maritime de France contenant l'histoire des provinces et villes…, 1851 (lire en ligne), p. 459 & 549
- Louis-Gabriel Michaud, Biographie universelle ancienne et moderne, vol. 42, Michaud, 1854, 711 p. (lire en ligne), p. 610
- Paul Lecène, Les marins français (1793-1815), Destenay, 1885, 328 p., p. 39
- Georges Bordonove, Les Marins de l’an II, Éditions Robert Laffont, 1974
- Georges Six, Dictionnaire biographique des généraux et amiraux de la Révolution et de l’Empire, Paris, Georges Saffroy éditeur, coll. « Librairie Historique et Nobiliaire », 1934
- Roger Caratini, Dictionnaire des personnages de la Révolution, Paris, Ed. Le pré aux Clercs, 1988, 580 p. (ISBN 2-7144-2232-2)

En anglais
- (en) Robert Gardiner, Fleet Battle and Blockade, Caxton Editions, 2001 (1re éd. 1996) (ISBN 1-84067-363-X), « The Glorious First of June »